# Congresso Pan-Africano
O Congresso Pan-Africano foi uma série de eventos ocorridos em 1919 em Paris, 1921 em Londres, Bruxelas e Paris, 1923 em Londres e Lisboa, 1927 em Nova Iorque, 1945 em Manchester, 1974 em Dar es Salã, em 1994 em Campala e 2014 em Joanesburgo.

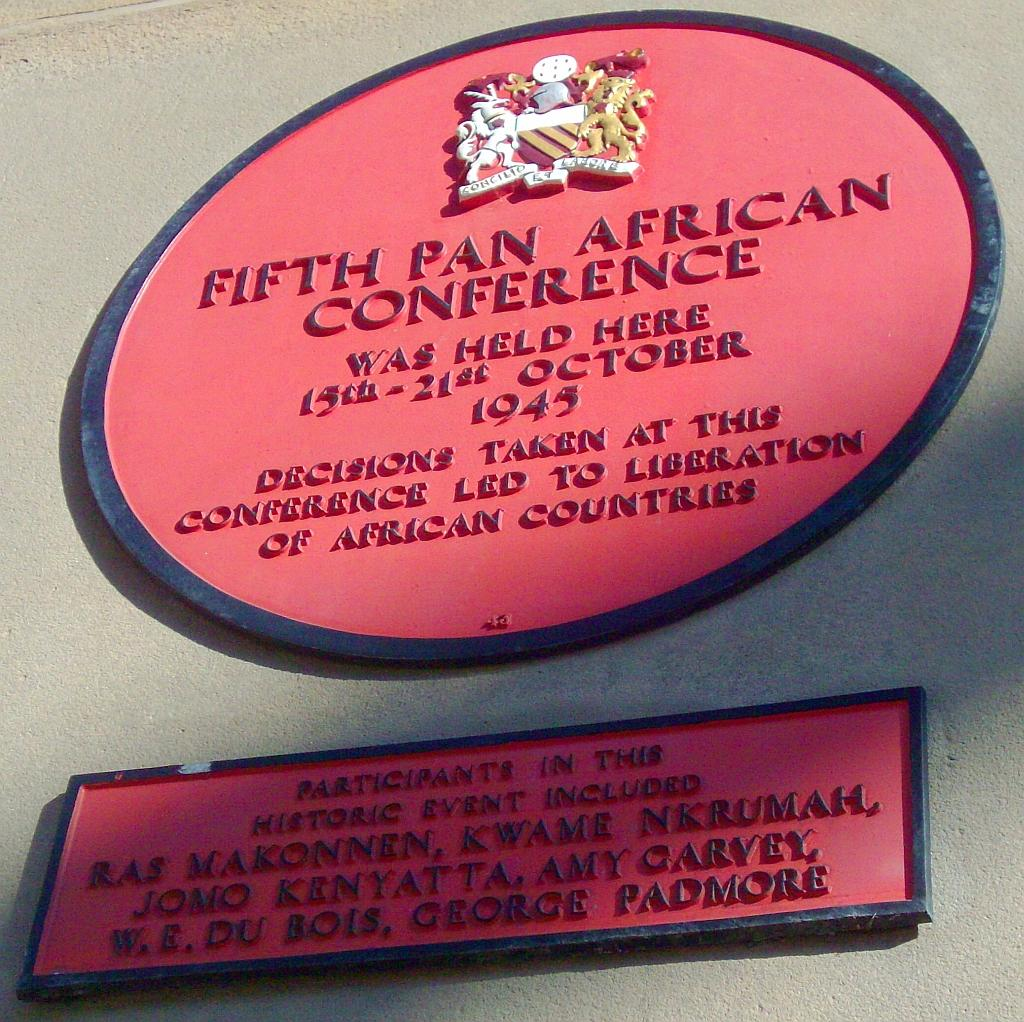
Placa comemorativa em Manchester

## Primeiro Congresso Pan-Africano
Foi organizado em 1919 em Paris, França, pelo deputado senegalês Blaise Diagne, na sequência da Primeira Conferência Pan-Africana de 1900 que tinham a intenção de abordar as questões enfrentadas pela África, devido à colonização da maior parte do continente pela Europa.
O Congresso votou a emancipação gradual das colônias, a ampliação de direitos civis dos negros estadunidenses e conclamou os descendentes de africanos a retornarem à África.